# Cercle de Ségou
El cercle de Ségou és una divisió administrativa de segon nivell del Mali, dins la regió de Ségou. La capital és Ségou (ciutat). La població és de 691.358 habitants (2009) i la superfície de 10.844 km².
Està integrat per 30 comunes: i centenars de pobles.
- Baguindadougou
- Bellen
- Boussin
- Cinzana
- Diédougou
- Diganibougou
- Dioro
- Diouna
- Dougabougou
- Farako
- Farakou Massa
- Fatiné
- Kamiandougou
- Katiéna
- Konodimini
- Markala
- Massala
- N'Gara
- N'Koumandougou
- Pelengana
- Sakoïba
- Sama Foulala
- Saminé
- Sansanding
- Sébougou
- Ségou
- Sibila
- Soignébougou
- Souba
- Togou